# Liste des médaillés olympiques en plongeon
Voici la liste des médaillés masculins et féminins des épreuves de plongeon aux Jeux olympiques depuis 1904 jusqu'en 2020.

## Hommes

### Haut-vol à 10 mètres
| Édition                        | Or                | Argent                | Bronze                            |
| ------------------------------ | ----------------- | --------------------- | --------------------------------- |
| Saint-Louis 1904               | George Sheldon    | Georg Hoffmann        | Frank Kehoe Alfred Braunschweiger |
| Londres 1908                   | Hjalmar Johansson | Karl Malmström        | Arvid Spangberg                   |
| Stockholm 1912                 | Erik Adlerz       | Albert Zürner         | Gustaf Blomgren                   |
| Anvers 1920                    | Clarence Pinkston | Erik Adlerz           | Harry Prieste                     |
| Paris 1924                     | Albert White      | David Fall            | Clarence Pinkston                 |
| Amsterdam 1928                 | Pete Desjardins   | Farid Simaika         | Michael Galitzen                  |
| Los Angeles 1932               | Harold Smith      | Michael Galitzen      | Frank Kurtz                       |
| Berlin 1936                    | Marshall Wayne    | Elbert Alonzo Root    | Hermann Stork                     |
| Londres 1948                   | Samuel Lee        | Bruce Harlan          | Joaquín Capilla                   |
| Helsinki 1952                  | Samuel Lee        | Joaquín Capilla       | Günther Haase                     |
| Melbourne 1956                 | Joaquín Capilla   | Gary Tobian           | Richard Connor                    |
| Rome 1960                      | Robert Webster    | Gary Tobian           | Brian Phelps                      |
| Tokyo 1964                     | Robert Webster    | Klaus Dibiasi         | Thomas Gompf                      |
| Mexico 1968                    | Klaus Dibiasi     | Alvaro Gaxiola Robles | Edwin Young                       |
| Munich 1972                    | Klaus Dibiasi     | Richard Rydze         | Giorgio Franco Cagnotto           |
| Montréal 1976                  | Klaus Dibiasi     | Greg Louganis         | Vladimir Aleinik                  |
| Moscou 1980                    | Falk Hoffmann     | Vladimir Aleinik      | David Ambartsumyan                |
| Los Angeles 1984               | Greg Louganis     | Bruce Kimball         | Li Kongzheng                      |
| Séoul 1988                     | Greg Louganis     | Xiong Ni              | Jesus Mena Campos                 |
| Barcelone 1992                 | Sun Shuwei        | Scott Donie           | Xiong Ni                          |
| Atlanta 1996                   | Dmitri Sautin     | Jan Hempel            | Xiao Hailiang                     |
| Sydney 2000                    | Tian Liang        | Hu Jia                | Dmitri Sautin                     |
| Athènes 2004                   | Hu Jia            | Mathew Helm           | Tian Liang                        |
| Pékin 2008                     | Matthew Mitcham   | Zhou Luxin            | Gleb Galperin                     |
| Londres 2012                   | David Boudia      | Qiu Bo                | Tom Daley                         |
| Rio de Janeiro 2016            | Chen Aisen        | Germán Sánchez        | David Boudia                      |
| Tokyo 2020                     | Cao Yuan          | Yang Jian             | Tom Daley                         |
| Paris 2024 résultats détaillés | Cao Yuan          | Rikuto Tamai          | Noah Williams                     |

### Tremplin à 3 mètres
| Édition                        | Or                 | Argent             | Bronze                      |
| ------------------------------ | ------------------ | ------------------ | --------------------------- |
| Londres 1908                   | Albert Zürner      | Kurt Behrens       | George Gaidzik Gottlob Walz |
| Stockholm 1912                 | Paul Günther       | Hans Luber         | Kurt Behrens                |
| Anvers 1920                    | Louis Kuehn        | Clarence Pinkston  | Louis Balbach               |
| Paris 1924                     | Albert White       | Pete Desjardins    | Clarence Pinkston           |
| Amsterdam 1928                 | Pete Desjardins    | Michael Galitzen   | Farid Simaika               |
| Los Angeles 1932               | Michael Galitzen   | Harold Smith       | Richard Degener             |
| Berlin 1936                    | Richard Degener    | Marshall Wayne     | Alan Greene                 |
| Londres 1948                   | Bruce Harlan       | Miller Anderson    | Samuel Lee                  |
| Helsinki 1952                  | David Browning     | Miller Anderson    | Bob Clotworthy              |
| Melbourne 1956                 | Bob Clotworthy     | Donald Harper      | Joaquín Capilla             |
| Rome 1960                      | Gary Tobian        | Samuel Hall        | Juan Botella Medina         |
| Tokyo 1964                     | Kenneth Sitzberger | Francis Gorman     | Larry Andreasen             |
| Mexico 1968                    | Bernard Wrightson  | Klaus Dibiasi      | James Henry                 |
| Munich 1972                    | Vladimir Vasin     | Giorgio Cagnotto   | Craig Lincoln               |
| Montréal 1976                  | Phil Boggs         | Giorgio Cagnotto   | Aleksandr Kosenkov          |
| Moscou 1980                    | Aleksandr Portnov  | Carlos Giron       | Giorgio Cagnotto            |
| Los Angeles 1984               | Greg Louganis      | Tan Liangde        | Ronald Merriott             |
| Séoul 1988                     | Greg Louganis      | Tan Liangde        | Li Deliang                  |
| Barcelone 1992                 | Mark Lenzi         | Tan Liangde        | Dmitri Sautin               |
| Atlanta 1996                   | Xiong Ni           | Yu Zhuocheng       | Mark Lenzi                  |
| Sydney 2000                    | Xiong Ni           | Fernando Platas    | Dmitri Sautin               |
| Athènes 2004                   | Peng Bo            | Alexandre Despatie | Dmitri Sautin               |
| Pékin 2008                     | He Chong           | Alexandre Despatie | Qin Kai                     |
| Londres 2012                   | Ilia Zakharov      | Qin Kai            | He Chong                    |
| Rio de Janeiro 2016            | Cao Yuan           | Jack Laugher       | Patrick Hausding            |
| Tokyo 2020                     | Xie Siyi           | Wang Zongyuan      | Jack Laugher                |
| Paris 2024 résultats détaillés | Xie Siyi           | Wang Zongyuan      | Osmar Olvera                |

### Plongeon synchronisé à 10 mètres
| Édition                        | Or                               | Argent                           | Bronze                                         |
| ------------------------------ | -------------------------------- | -------------------------------- | ---------------------------------------------- |
| Sydney 2000                    | Igor Loukachine et Dmitri Sautin | Hu Jia et Tian Liang             | Jan Hempel et Heiko Meyer                      |
| Athènes 2004                   | Tian Liang et Yang Jinghui       | Leon Taylor et Peter Waterfield  | Mathew Helm et Robert Newbery                  |
| Pékin 2008                     | Huo Liang et Lin Yue             | Patrick Hausding et Sascha Klein | Gleb Galperin et Dmitriy Dobroskok             |
| Londres 2012                   | Cao Yuan et Zhang Yanquan        | Iván García et Germán Sánchez    | David Boudia et Nicholas McCrory               |
| Rio de Janeiro 2016            | Chen Aisen et Lin Yue            | David Boudia et Steele Johnson   | Tom Daley et Daniel Goodfellow                 |
| Tokyo 2020                     | Tom Daley et Matty Lee           | Cao Yuan et Chen Aisen           | Aleksandr Bondar et Viktor Minibaev            |
| Paris 2024 résultats détaillés | Lian Junjie et Yang Hao          | Tom Daley et Noah Williams       | Rylan Wiens (en) et Nathan Zsombor-Murray (en) |

### Plongeon synchronisé à 3 mètres
| Édition                        | Or                                 | Argent                               | Bronze                           |
| ------------------------------ | ---------------------------------- | ------------------------------------ | -------------------------------- |
| Sydney 2000                    | Xiong Ni et Xiao Hailiang          | Alexandre Dobroskok et Dmitri Sautin | Robert Newbery et Dean Pullar    |
| Athènes 2004                   | Thomás Bímis et Nikólaos Siranídis | Andreas Wels et Tobias Schellenberg  | Steven Barnett et Robert Newbery |
| Pékin 2008                     | Wang Feng et Qin Kai               | Dmitri Sautin et Yuriy Kunakov       | Illya Kvasha et Oleksiy Prygorov |
| Londres 2012                   | Luo Yutong et Qin Kai              | Ilia Zakharov et Ievgueni Kouznetsov | Troy Dumais et Kristian Ipsen    |
| Rio de Janeiro 2016            | Jack Laugher et Chris Mears        | Michael Hixon et Sam Dorman          | Qin Kai et Cao Yuan              |
| Tokyo 2020                     | Xie Siyi et Wang Zongyuan          | Andrew Capobianco et Michael Hixon   | Patrick Hausding et Lars Rüdiger |
| Paris 2024 résultats détaillés | Long Daoyi et Wang Zongyuan        | Juan Celaya et Osmar Olvera          | Anthony Harding et Jack Laugher  |

## Femmes

### Haut-vol à 10 mètres
| Édition                        | Or                         | Argent                       | Bronze                      |
| ------------------------------ | -------------------------- | ---------------------------- | --------------------------- |
| Stockholm 1912                 | Greta Johansson            | Lisa Regnell                 | Isabelle White              |
| Anvers 1920                    | Stefanie Clausen           | Beatrice Armstrong           | Ewa Olliwier                |
| Paris 1924                     | Caroline Smith             | Elizabeth Becker-Pinkston    | Hjördis Töpel               |
| Amsterdam 1928                 | Elizabeth Becker-Pinkston  | Georgia Coleman              | Laura Sjöqvist              |
| Los Angeles 1932               | Dorothy Poynton-Hill       | Georgia Coleman              | Marion Roper                |
| Berlin 1936                    | Dorothy Poynton-Hill       | Velma Dunn                   | Käthe Köhler                |
| Londres 1948                   | Victoria Manalo Draves     | Patricia Elsener             | Birte Christoffersen-Hanson |
| Helsinki 1952                  | Patricia McCormick         | Paula Myers-Pope             | Juno Stover-Irwin           |
| Melbourne 1956                 | Patricia McCormick         | Juno Stover-Irwin            | Paula Myers-Pope            |
| Rome 1960                      | Ingrid Krämer-Engel-Gulbin | Paula Myers-Pope             | Ninel Krutova               |
| Tokyo 1964                     | Lesley Bush                | Ingrid Krämer-Engel-Gulbin   | Galina Alekseeva            |
| Mexico 1968                    | Milena Duchkova            | Natalia Kouznetsova-Lobanova | Ann Peterson                |
| Munich 1972                    | Ulrika Knape               | Milena Duchkova              | Marina Janicke              |
| Montréal 1976                  | Elena Vaytsekhovskaya      | Ulrika Knape                 | Deborah Wilson              |
| Moscou 1980                    | Martina Jäschke            | Servard Emirzian             | Liana Tsotadze              |
| Los Angeles 1984               | Zhou Jihong                | Michele Mitchell             | Wendy Wyland                |
| Séoul 1988                     | Xu Yan-Mei                 | Michele Mitchell             | Wendy Williams              |
| Barcelone 1992                 | Fu Mingxia                 | Elena Mirochina              | Mary Ellen Clark            |
| Atlanta 1996                   | Fu Mingxia                 | Annika Walter                | Mary Ellen Clark            |
| Sydney 2000                    | Laura Wilkinson            | Li Na                        | Anne Montminy               |
| Athènes 2004                   | Chantelle Newbery          | Lao Lishi                    | Loudy Tourky                |
| Pékin 2008                     | Chen Ruolin                | Émilie Heymans               | Wang Xin                    |
| Londres 2012                   | Chen Ruolin                | Brittany Broben              | Pandelela Rinong            |
| Rio de Janeiro 2016            | Ren Qian                   | Si Yajie                     | Meaghan Benfeito            |
| Tokyo 2020                     | Quan Hongchan              | Chen Yuxi                    | Melissa Wu                  |
| Paris 2024 résultats détaillés | Quan Hongchan              | Chen Yuxi                    | Kim Mi-rae                  |

### Tremplin à 3 mètres
| Édition                        | Or                         | Argent                    | Bronze               |
| ------------------------------ | -------------------------- | ------------------------- | -------------------- |
| Anvers 1920                    | Aileen Riggin              | Helen Wainwright          | Thelma Payne         |
| Paris 1924                     | Elizabeth Becker-Pinkston  | Aileen Riggin             | Caroline Fletcher    |
| Amsterdam 1928                 | Helen Meany                | Dorothy Poynton-Hill      | Georgia Coleman      |
| Los Angeles 1932               | Georgia Coleman            | Katherine Rawls           | Jane Fauntz          |
| Berlin 1936                    | Marjorie Gestring          | Katherine Rawls           | Dorothy Poynton-Hill |
| Londres 1948                   | Victoria Manalo Draves     | Zoe-Ann Olsen-Jensen      | Patricia Elsener     |
| Helsinki 1952                  | Patricia McCormick         | Mady Moreau               | Zoe-Ann Olsen-Jensen |
| Melbourne 1956                 | Patricia McCormick         | Jeanne Stunyo             | Irene MacDonald      |
| Rome 1960                      | Ingrid Krämer-Engel-Gulbin | Paula Myers-Pope          | Elizabeth Ferris     |
| Tokyo 1964                     | Ingrid Krämer-Engel-Gulbin | Jeanne Collier            | Patsy Willard        |
| Mexico 1968                    | Susanne Gossick            | Tamara Fedosova-Pogozheva | Keala O'Sullivan     |
| Munich 1972                    | Maxine King                | Ulrika Knape              | Marina Janicke       |
| Montréal 1976                  | Jennifer Chandler          | Christa Köhler            | Cynthia Potter       |
| Moscou 1980                    | Irina Kalinina             | Martina Proeber           | Karin Guthke         |
| Los Angeles 1984               | Sylvie Bernier             | Kelly McCormick           | Christina Seufert    |
| Séoul 1988                     | Gao Min                    | Li Qing                   | Kelly McCormick      |
| Barcelone 1992                 | Gao Min                    | Irina Lashko              | Brita Baldus         |
| Atlanta 1996                   | Fu Mingxia                 | Irina Lashko              | Annie Pelletier      |
| Sydney 2000                    | Fu Mingxia                 | Guo Jingjing              | Dörte Lindner        |
| Athènes 2004                   | Guo Jingjing               | Wu Minxia                 | Ioulia Pakhalina     |
| Pékin 2008                     | Guo Jingjing               | Ioulia Pakhalina          | Wu Minxia            |
| Londres 2012                   | Wu Minxia                  | He Zi                     | Laura Sánchez Soto   |
| Rio de Janeiro 2016            | Shi Tingmao                | He Zi                     | Tania Cagnotto       |
| Tokyo 2020                     | Shi Tingmao                | Wang Han                  | Krysta Palmer        |
| Paris 2024 résultats détaillés | Chen Yiwen                 | Maddison Keeney           | Chang Yani           |

### Plongeon synchronisé à 10 mètres
| Édition                        | Or                         | Argent                                    | Bronze                                    |
| ------------------------------ | -------------------------- | ----------------------------------------- | ----------------------------------------- |
| Sydney 2000                    | Li Na et Sang Xue          | Émilie Heymans et Anne Montminy           | Rebecca Gilmore et Loudy Tourky           |
| Athènes 2004                   | Lao Lishi et Li Ting       | Natalia Goncharova et Yulia Koltunova     | Blythe Hartley et Émilie Heymans          |
| Pékin 2008                     | Wang Xin et Chen Ruolin    | Briony Cole et Melissa Wu                 | Paola Espinosa et Tatiana Ortiz           |
| Londres 2012                   | Chen Ruolin et Wang Hao    | Paola Espinosa et Alejandra Orozco        | Meaghan Benfeito et Roseline Filion       |
| Rio de Janeiro 2016            | Chen Ruolin et Liu Huixia  | Pandelela Rinong Pamg et Jun Hoong Cheong | Meaghan Benfeito et Roseline Filion       |
| Tokyo 2020                     | Chen Yuxi et Zhang Jiaqi   | Delaney Schnell et Jessica Parratto       | Gabriela Agúndez et Alejandra Orozco      |
| Paris 2024 résultats détaillés | Chen Yuxi et Quan Hongchan | Jo Jin-mi et Kim Mi-rae                   | Andrea Spendolini-Sirieix et Lois Toulson |

### Plongeon synchronisé à 3 mètres
| Édition                        | Or                             | Argent                                    | Bronze                               |
| ------------------------------ | ------------------------------ | ----------------------------------------- | ------------------------------------ |
| Sydney 2000                    | Vera Ilina et Ioulia Pakhalina | Fu Mingxia et Guo Jingjing                | Ganna Sorokina et Olena Zhupina      |
| Athènes 2004                   | Wu Minxia et Guo Jingjing      | Vera Ilina et Ioulia Pakhalina            | Irina Lashko et Chantelle Newbery    |
| Pékin 2008                     | Wu Minxia et Guo Jingjing      | Anastasia Pozdnyakova et Ioulia Pakhalina | Ditte Kotzian et Heike Fischer       |
| Londres 2012                   | Wu Minxia et He Zi             | Kelci Bryant et Abigail Johnston          | Jennifer Abel et Émilie Heymans      |
| Rio de Janeiro 2016            | Wu Minxia et Shi Tingmao       | Tania Cagnotto et Francesca Dallapé       | Maddison Keeney et Anabelle Smith    |
| Tokyo 2020                     | Shi Tingmao et Wang Han        | Jennifer Abel et Mélissa Citrini-Beaulieu | Lena Hentschel et Tina Punzel        |
| Paris 2024 résultats détaillés | Chang Yani et Chen Yiwen       | Sarah Bacon et Kassidy Cook               | Yasmin Harper et Scarlett Mew Jensen |